# Бајербрун
Бајербрун (њем. Baierbrunn) општина је у њемачкој савезној држави Баварска. Једно је од 29 општинских средишта округа Минхен. Према процјени из 2010. у општини је живјело 2.837 становника. Посједује регионалну шифру (AGS) 9184113.

## Географски и демографски подаци
Бајрбрун се налази у савезној држави Баварска у округу Минхен. Општина се налази на надморској висини од 626 метара. Површина општине износи 7,2 km². У самом мјесту је, према процјени из 2010. године, живјело 2.837 становника. Просјечна густина становништва износи 393 становника/km².